# Мікен Рік
Мікен Рік (нім. Mieken Rieck; 26 квітня 1892 — 27 грудня 1977) — колишня німецька тенісистка.
Найвищим досягненням на турнірах Великого шолома було 3 коло в одиночному та змішаному парному розрядах.

## World Hard Court Championships

### Одиночний розряд (1–1)
| Результат | Рік  | Турнір                         | Покриття | Суперниця        | Рахунок       |
| --------- | ---- | ------------------------------ | -------- | ---------------- | ------------- |
| Поразка   | 1912 | World Hard Court Championships | Ґрунт    | Марґеріт Брокеді | 3–6, 6–0, 4–6 |
| Перемога  | 1913 | World Hard Court Championships | Ґрунт    | Марґеріт Брокеді | 6–4, 3–6, 6–4 |